# Tanilvoro
Tanilvoro (del mapudungún: trangëll voro ‘hueso del dedo’) es una localidad de la comuna de Coihueco, en la Provincia de Punilla, de la Región de Ñuble, Chile. Según el censo de 2017, la localidad tenía una población de 276 habitantes.